# Axel Kicillof
Axel Kicillof (Buenos Aires, 25 settembre 1971) è un politico ed economista argentino.

## Biografia
Figlio di una coppia d'origine ebraica,  lo psicoanalista Daniel Kicillof e la psicologa Nora Barenstein, entrambi aschenaziti non praticanti,  ha dapprima frequentato il Colegio Nacional de Buenos Aires e poi l'Università di Buenos Aires dove si è laureato con lode in Economia. Successivamente ha continuato la carriera universitaria conseguendo un dottorato e pubblicando alcuni testi scientifici. In questi stessi anni Kicillof ha aderito al movimento studentesco TNT e ha assunto una posizione critica nei confronti delle politiche neoliberali dell'allora governo di Carlos Menem. È un convinto sostenitore delle politiche economiche keynesiane.
Dal 1998 al 2010 ha ricoperto l'incarico di professore associato d'Economia presso l'Università di Buenos Aires. Ha anche tenuto corsi presso l'Università Nazionale di Quilmes, l'Università Nazionale di General Sarmiento e la prestigiosa Scuola Superiore di Commercio Carlos Pellegrini.
Nel dicembre 2011, con l'inizio del secondo mandato della presidente Cristina Fernández de Kirchner Kicillof è stato nominato segretario per la politica economica e la pianificazione dello sviluppo. In piena ascesa politica, egli ha svolto durante questo mandato un ruolo chiave nel processo di ri-nazionalizzazione dell'ex-compagnia petrolifera statale YPF.
Il 20 novembre 2013 è stato nominato ministro dell'Economia dalla presidente . In qualità di ministro ha invano trattato con i fondi speculativi per il rifinanziamento dei bond argentini. Il fallimento della trattativa ha portato il paese sudamericano in default tecnico.
In occasione delle votazioni del 2015 è stato eletto deputato per la città di Buenos Aires.
Il 27 ottobre 2019 è stato eletto presidente della provincia di Buenos Aires con il 52% dei voti.

## Vita privata
È sposato con la ricercatrice in Lettere Soledad Quereilhac. Hanno due figli.